# António Mendes
António da Silva Mendes (Lisszabon, 1937. október 18. – Guimarães, 2019. február 27.) válogatott portugál labdarúgó, csatár.

## Pályafutása

### Klubcsapatban
1955-ben a Benfica korosztályos csapatában kezdte a labdarúgást, ahol 1956-ban mutatkozott be az első csapatban. Három-három bajnoki címet és portugál kupagyőzelmet szerzett az együttessel. 1962 és 1971 között a Vitória játékosa volt.

### A válogatottban
1966-ban egy alkalommal szerepelt a portugál válogatottban.

## Sikerei, díjai
Benfica
- Portugál bajnokság
  - bajnok (3): 1956–57, 1959–60, 1960–61
- Portugál kupa
  - győztes (3): 1957, 1959, 1962